# Gare de Harima-Shingū
La gare de Harima-Shingū (播磨新宮駅, Harima-Shingū-eki) est une gare ferroviaire localisée dans la ville de Tatsuno, dans la préfecture de Hyōgo au Japon. La gare est exploitée par la compagnie JR West, sur la ligne Kishin.

## Service des voyageurs

### Desserte
La gare de Harima-Shingū est une gare disposant de deux quais et de trois voies.
| N° de voie | Ligne    | Direction    |
| ---------- | -------- | ------------ |
| 1          | ▆ Kishin | Sayo/Tsuyama |
| 1          | ▆ Kishin | Himeji       |
| 2          | ▆ Kishin | Himeji       |
| 3          | ▆ Kishin | Sayo/Tsuyama |
| 3          | ▆ Kishin | Himeji       |

| JR West           |               |               |               |                 |
| Direction Himeji  | Ligne Kinshin | Ligne Kinshin | Ligne Kinshin | Direction Niimi |
| Higashi-Hashisaki |               | -             |               | Sembon          |